# Biodiversity Heritage Library for Europe

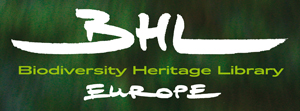
Logo des Projekts BHL-Europe

Biodiversity Heritage Library for Europe (BHL-Europe) war ein auf 3 Jahre (2009–2012) ausgelegtes EU-Projekt zur Koordinierung von Digitalisierung von Literatur zum Thema Artenvielfalt/Biodiversität. Es umfasste 28 Naturkundemuseen, Botanische Gärten, Bibliotheken und andere europäische Institutionen. BHL-Europe wurde im Mai 2009 in Berlin ins Leben gerufen und verstand sich als europäisches Partnerprojekt der Biodiversity Heritage Library (BHL), eine 2005 von zehn US-amerikanischen und britischen Bibliotheken gegründete Institution.
BHL-Europe war ein Best Practice Network, wichtige Bausteine waren die Koordination von Digitalisierung und Schaffung von entsprechenden Infrastrukturen, sowie die Zusammenfassung verschiedener europäischer Digitalisierungsprojekte unter ein gemeinsames zentrales und mehrsprachiges BHL-Portal. Die Literatur sollte zugänglich gemacht werden unter Open Access und Creative-Commons-Lizenzen, die Durchsuchbarkeit sollte verbessert werden (mit Hilfe der OCR-Texterkennung).
BHL-Europe war auch zuständig für die Schaffung von Strukturen zur langfristigen Lagerung digitalisierter Information (Haltbarkeit digitaler Daten).

## Zusammensetzung von BHL-Europe
Folgende 28 Institutionen fungierten im Mai 2009 in Berlin als Gründungsmitglieder des Konsortiums von BHL-Europe:
- Museum für Naturkunde (Berlin) (Projektleitung)
- Natural History Museum (London)
- Národní Muzeum (Prag)
- European Digital Library Foundation (siehe Europeana)
- Angewandte Informationstechnik Forschungsgesellschaft AIT (Graz)
- Atos Origin Integration France (Paris)
- Freie Universität Berlin
- Georg-August-Universität Göttingen (AnimalBase)
- Naturhistorisches Museum Wien
- Oberösterreichische Landesmuseen (Linz)
- Museum und Institut für Zoologie der Polnischen Akademie der Wissenschaften (Warszawa)
- Ungarisches Naturwissenschaftliches Museum (Budapest)
- Universität Kopenhagen
- Naturalis (Leiden)
- National Botanic Garden of Belgium – Meise
- Royal Museum for Central Africa (Tervuren)
- Royal Belgian Institute of Natural Sciences
- Bibliothèque nationale de France (Paris) (Gallica)
- Muséum national d’histoire naturelle (Paris)
- Consejo Superior de Investigaciones Científicas (Madrid)
- Universität Florenz
- Royal Botanic Garden Edinburgh
- Species 2000
- John Wiley & Sons
- Smithsonian Institution (Washington)
- Missouri Botanical Garden (St. Louis)
- Universität Helsinki
- Humboldt-Universität zu Berlin